# 奧斯克拉登岩
奧斯克拉登岩（英語：Oskeladden Rock）是南極洲的岩層，位於毛德皇后地的阿斯特里德公主海岸，處於北極研究所岩的帕爾岩以南1.7公里，屬於沃爾塔特山脈的一部分，由德國探險隊發現和拍攝空中照片，現時由南極條約體系管理。